# Saint-Laurent-du-Tencement
Saint-Laurent-du-Tencement es una localidad y comuna francesa situada en la región de Alta Normandía, departamento de Eure, en el distrito de Bernay y cantón de Broglie. El pueblo está atravesado por el río Guiel.

## Demografía
| 58 | 49 | 50 | 38 | 34 | 49 |
| Para los censos de 1962 a 1999 la población legal corresponde a la población sin duplicidades (Fuente: INSEE [Consultar]) |    |    |    |    |    |